# Лайрвуйк
Лайрвуйк, или Лейрвиг (фар. Leirvík) — населённый пункт на Фарерских островах, расположенный на острове Эстурой. В административном отношении входит в состав коммуны Эстур, которая была образована 1 января 2009 года при объединении коммун Лайрвуйк и Гёту. До 2009 года Лайрвуйк был единственным населённым пунктом одноимённой коммуны. Население по данным на 2012 год составляет 872 человека; в 1985 году оно насчитывало 789 человек, а в 1960 году — 618 человек.
По данным археологических раскопок, Лайрвуйк был основан викингами в IX веке. В городе находятся хорошо сохранившиеся остатки фундамента средневекового христианского храма. В 1349 году всё население деревни умерло от «Чёрной смерти».
Лайрвуйк соединён туннелем с городом Клаксвуйк, который расположен на соседнем острове Борой. Протяжённость туннеля составляет 6,3 км, что делает его самым длинным на Фарерских островах. Туннель был открыт в 2006 году, до этого между двумя городами курсировали паромы. Экономика деревни основана на рыболовстве.